# 유현구
유현구(1983년 1월 25일 ~ )은 대한민국 출신의 축구 선수로, 포지션은 미드필더이다.